# Kleidotoma gracilicornis
Kleidotoma gracilicornis är en stekelart som beskrevs av Cameron 1889. Kleidotoma gracilicornis ingår i släktet Kleidotoma, och familjen glattsteklar. Arten är reproducerande i Sverige.